# Atractus canedii
Atractus canedii är en ormart som beskrevs av Scrocchi och Cei 1991. Atractus canedii ingår i släktet Atractus och familjen snokar. Inga underarter finns listade.
Enligt The Reptile Database ingår populationen som synonym i Atractus bocki.